# Квінті-Вест
Квінті-Вест (офіційно місто Квінті-Вест англ. Quinte West) — муніципалітет на південному заході канадської провінції Онтаріо. Він розташований в окрузі Гастінґс, але округу не підпорядковується. Квінті-Вест є «відокремленим муніципалітетом/відокремленим містом» і має статус одноступеневої громади.
Громада утворена 1 січня 1998 року шляхом злиття раніше незалежних громад Трентон, Франкфорд, Мюррей та Сідней. Трентон сьогодні є центром поселення, також завдяки базі CFB Трентон Королівських ВПС Канади, яка розташована в місті. Окрім згаданих районів, тепер відомих як Варди, до громади належать Батава та інші населені пункти. У той час як дві частини Трентона і Франкфорда мають міську структуру, Мюррей і Сідней — сільські.

## Розміщення
Громада розташована на північному березі затоки Квінті, — бухти озера Онтаріо, безпосередньо на захід від Бельвіля або приблизно за 150 кілометрів до сходу від Торонто в коридорі Квебек-Віндзор.
У Трентоні річка Трент впадає до озера Онтаріо. Гирло річки також є південним закінченням водного шляху Трент — Северн. Північною кінцевою точкою є впадіння річки Северн у затоку Джорджен-Бей озера Гурон.

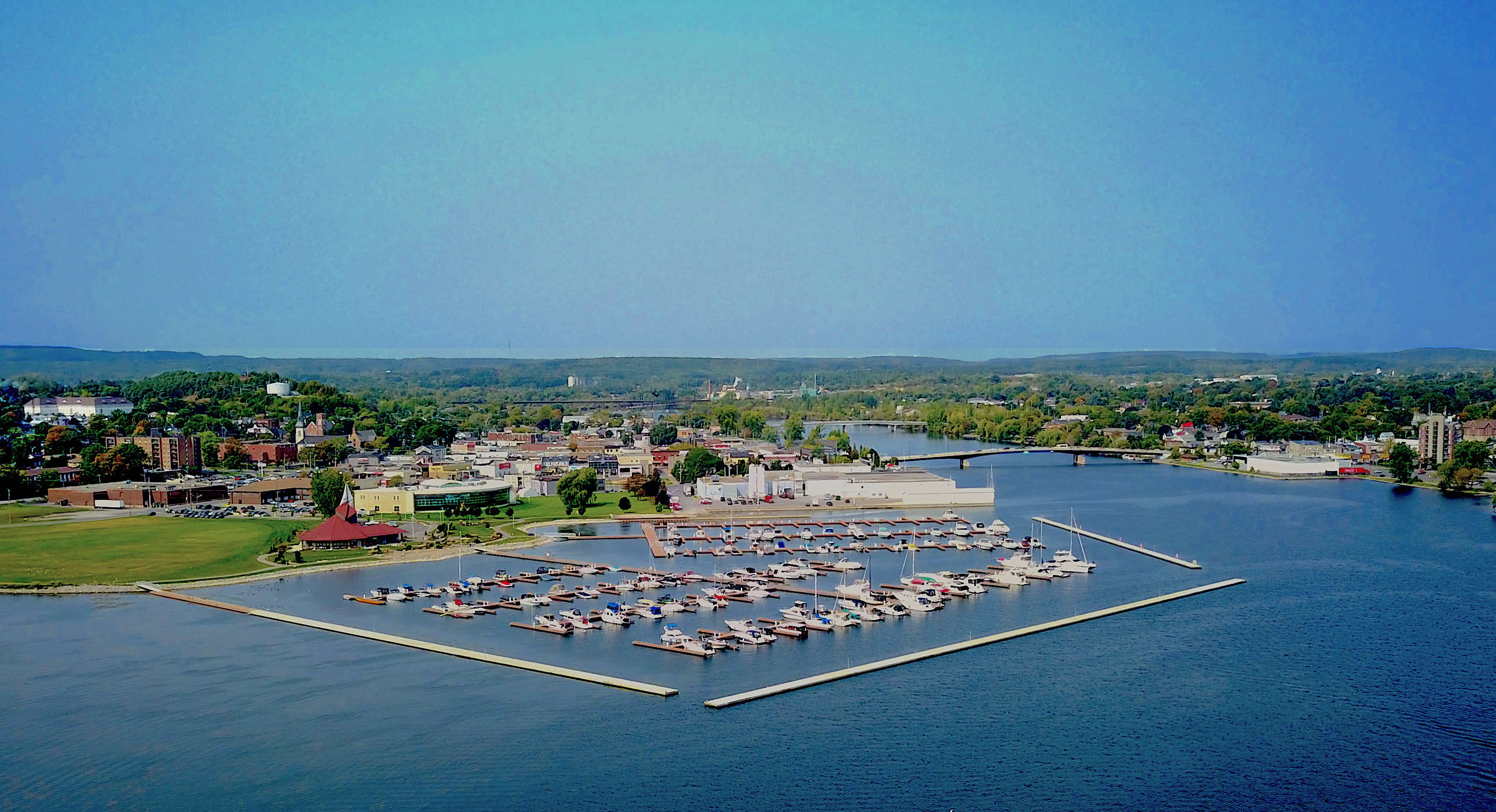
Краєвид Квінті-Веста від затоки

## Історія
Спочатку територія поселення різних корінних народів, головним чином міссіссоґів, частина історії сучасної громади під впливом європейців сягає часів приходу лоялістів близько 1784 року. Історію сьогоднішньої громади можна простежити з 1790 року, коли поселенці провели збори на території нинішнього Мюррея, щоб вибрати свого представника.
У малому поселенні Батава, тепер кварталі міста Квінті-Вест у 1939 — 2000 рр. була одна із взуттєвих фабрик з усією приналежною житловою та соціальною інфраструктурою — Bata Shoes. Багато робітників фабрики були іммігрантами з передвоєнної Чехословаччини.

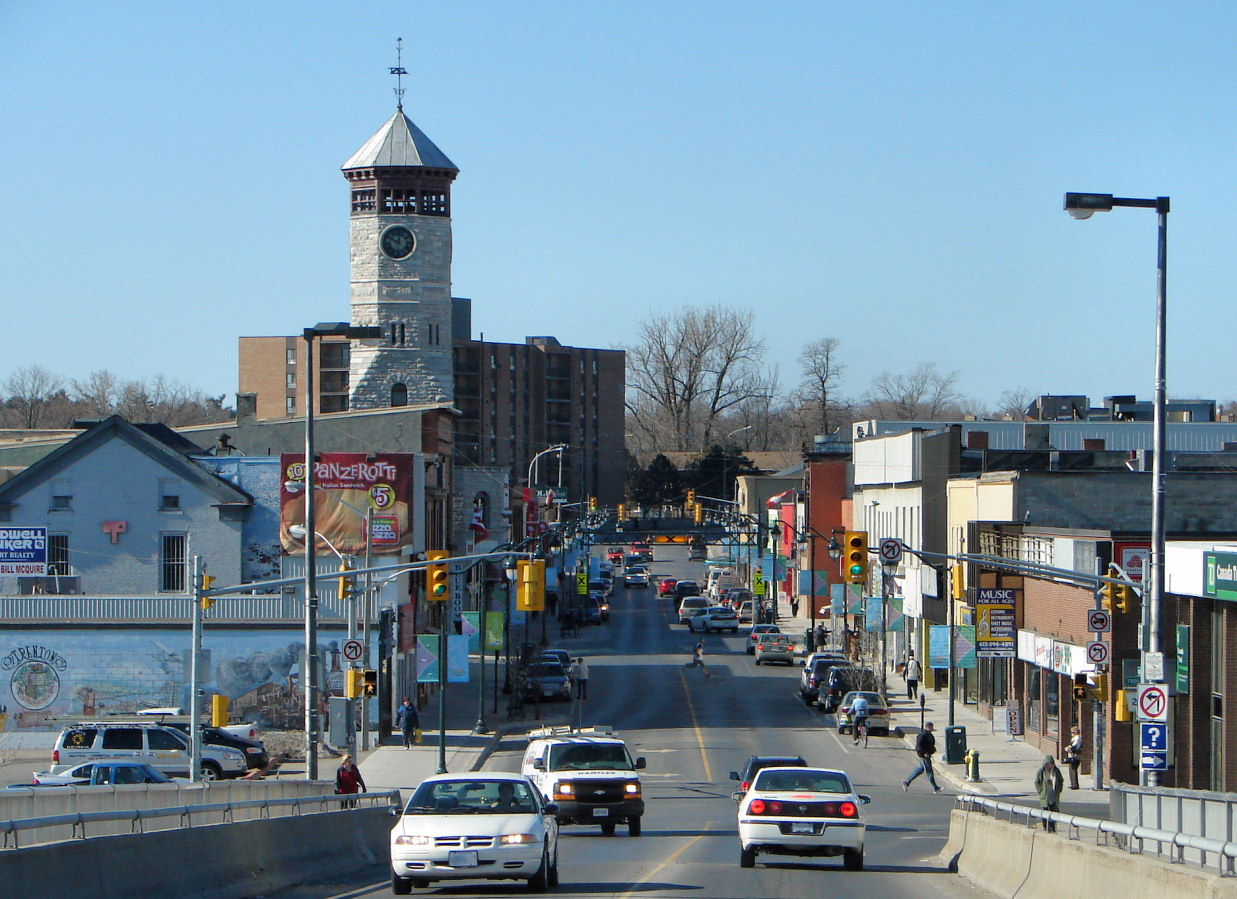
Вулиця Дандас у Трентоні

## Демографія
Перепис населення 2016 року показав, що в населеному пункті проживало 43 577 осіб, а після перепису 2011 року - лише 43 086. Порівняно з останнім переписом 2011 року населення зросло значно менше, ніж загальна тенденція в провінції (1,1 % зростання, порівняно з середнім провінційним збільшенням населення на 4,6 %). У період перепису населення з 2006 по 2011 р. кількість жителів населеного пункту також була значно нижчою за тенденцію, лише трохи близько 0,9 % збільшення, тоді як середній провінційний показник збільшився на 5,7 %.

## Транспорт
Квінті-Вест лежить на шосе Kings Highway 2 і Ontario Highway 401. Ділянка шосе Онтаріо 401 до Торонто також називається «Шосе героїв» (англ. Highway of Heroes), оскільки з 2002 року всі канадські солдати, які загинули за кордоном, були перевезені з місць їхньої дислокації до авіабази CFB Trenton, а потім з Трентона дорогою до Торонто. Крім того, через громаду проходять як Канадська національна залізниця, так і Канадська тихоокеанська залізниця. Пасажирський рух здійснюється поїздами компанії VIA Rail, які зупиняються тут за розкладом. Муніципалітет не має місцевого аеропорту, цивільні літаки використовують аеродром військової бази Трентон.
На півдні невеликий канал Мюррея сполучає затоку Квінті з затокою Прескіл і позбавляє кораблі від необхідності обходити півострів, на якому розташований округ Принца Едварда.

## Відомі особи
- Джон Джозеф Фіцпатрик (1918–2006), римо-католицький священник і єпископ
- Джордж Ферґюсон (1952-2019), хокеїст
- Мел Бріджмен (1955 р.н.), хокеїст
- Стів Сміт (1963 р.н.), хокеїст

## Вебпосилання
- Quinte West (en, fr) In: The Canadian Encyclopedia. [Архівовано 5 Січня 2022 у Wayback Machine.]